# Франачки владари
Франци су у почетку представљали савез западногерманских племена са доње Рајне и римски извори их први пут помињу у вези са догађајима из 250. године. До краја 5. века Франци су се поделили на две групе Салијске Франке, који су у почетку живели у делти Рајне, и Рипуарске Франке, који су живели у околини Келна. Салијске Франке је цезар Јулијан Отпадник 358. преселио на римску територију између река Мас и Шелде где су морали да прихвате положај римских савезника (лат. foederati). Присуство Салијских Франака у редовима римске војске потврђено је у бројним догађајима какав је рецимо била битка на Каталаунским пољима у којој је 451. заустављен продор Атилиних Хуна на Запад. Због преокупирансти западноримских власти борбама са већ оформљеним варварским макроргрупама попут Вандала, Визигота и Свева, није нам познато како је ишло даље франачко насељавање и освајање северне Галије у другој половини 5. века.
Као и други варварски народи (нп. Визиготи, Хуни, Остроготи итд.) и Франци су у почетку имали низ војних поглавара (које римски извори зову duces) и ситнијих краљева (reguli). Тек са Хлодовехом Салијски и Рипуарски Франци су уједињени под влашћу једног монарха који је потом примио хришћанство у правоверном а не аријанском облику попут других Германа. Хлодовех је најпосле поразио Визиготе на Вуји 507. и заузео готово читаву јужну Галију. Његови синови, који су поделили краљевину на четитри дела, су покорили Аламане и Бургунде, а такође су припојили Провансу и Баварцима и Тиринзима наметнули клијентелске односе. Меровинге је у 8. веку заменила друга династија, Каролинзи. До краја 9. века, Каролинзи су били замењени другим династијама у различитим деловима Франачког царства. Идеја о Краљу Франака (лат. rex Francorum) је постепено нестала током 10. и 11. века.
Тешко је одредити хронологију франачких владара с обзиром на стари германски обичај да се краљевства деле на синове након краљеве смрти, да би се касније опет ујединила.

## Дукси и регули

### Рани владари
Листа раних владара је прилично некомплетна, с обзиром на празнине у постојећим изворима.
- Аскарих
- Мерогаиз
- Малобауд
- Генобауд
- Сунон
- Маркомер
- Фарамонд, Маркомеров син, полу-легендарни краљ Салијских Франака (око 410 — 426)
- Теудемер, Рихомеров син, краљ око 422.
- Зигоберт Хроми, краљ 483–507, убио га рођени син Хлодорих.
- Хлодорих Оцоубица, Зигобертов син, краљ 507, свргнуо га с престола Хлодовех

### Салијски владари
- Хлодион, вероватно Фарамондов син, краљ у Диспаргу и касније у Турнеу (426–447)
- Меровех, Хлодионов син, краљ Турнеа (447–458)
- Хилдерих I, Меровехов син, краљ Турнеа (458–481)
  - Егидије, римски magister militum per Galliam, привремено краљ у време Хилдериховог прогонства.
- Хлодовех I, Хилдерихов син, краљ Турнеа (481–511), ујединио све Франке и освојио целу римску провинцију Галију

Сви даље набројани били су у неком степену родбински повезани са Хлодовехом и све их је најпосле уклонио пре 509. године:
- Харарих
- Рагнахар, највероватније краљ Камбреа пре 486, убио га Хлодовех
- Рихар, Рагнахаров брат, Хлодовех га уклонио у Камбреу
- Ригномер, Рагнахаров брат, Хлодовех га ликвидирао у Мансу

## Меровинзи
- Хлодовех I (509—511)

Након смрти Хлодовеха I, Франачко краљевство се поделило између његова четири сина:
| Соасон - Хлотар I (511—561) | Париз - Хилдеберт I (511—558) - Хлотар I (558—561) | Орлеан - Хлодомер (511—524) - Хилдеберт I (524—558) - Хлотар I (558—561) | Ремс - Теудерик I (511—534) - Теудеберт I (534—548) - Теудебалд (548—555) - Хлотар I (555—561) |

Хлотар I је наследио сва четири франачка краљевства наког смрти своје браће или њихових наследника. Након његове смрти, краљевство је опет било подељено између његова четири сина:
| Соасон (Неустрија) - Хилперих I (561—584) - Хлотар II (584—629) | Париз - Хариберт I (561—567) - Хилперих I (567—584) - Хлотар II (584—629) | Орлеан (Бургундија) - Гунтрам (561—592) - Хилдеберт II (592—595) - Теудерих II (595—613) - Зигеберт II (613) - Хлотар II (613—629) | Ремс и Мец (Аустразија) - Зигеберт I (561—575) - Хилдеберт II (575—595) - Теудеберт II (595—612) - Теудерих II (612—613) - Зигеберт II (613) - Хлотар II (613—623) |

Хлотар II је победио краљицу Брунхилду од Аустразије и њеног унука, и тако ујединио краљевство. Међутим, 623. даје Аустразију свом младом сину, Дагоберту I. Дагоберт је именовао под-краља Аквитаније, са седиштем у Тулузу 629. године, и Аустразије 634.
| Неустрија и Бургундија - Дагоберт I (629—639) - Хлодовех II (639—658) - Хлотар III (658—673) - Теудерих III (673) - Хилдерих II (673—675) - Теудерих III (675—691) | Аквитанија - Хариберт II (629—632) - Хилперик (632) - Дагоберт I (632—639) | Аустразија - Дагоберт I 623 — 634 - Зигеберт III 634 — 656 - Хилдеберт Усвојени 656 — 661 - Хлотар III 661 — 662 - Хилдерик II 662 — 675 - Хлодовех III 675 — 676 - Дагоберт II 676 — 679 |

Теудерик III је био признат као краљ свих Франака 679. године. Од тада па на даље, Франачко краљевство је једна целина до краја осим кратког периода грађанског рата.
- Хлодовех IV 691 — 695
- Хилдеберт III 695 — 711
- Хлотар IV 717 — 720
- Дагоберт III 711 — 715
- Хилперих II 715 — 721. 	 
  - Хлотар IV 717 — 720, ривал, краљ само Аустразије
- Теудерик IV 721 — 737.
- међувладавина 737 — 743.
- Хилдерик III 743 — 751

## Каролинзи

### Мајордоми
Каролинзи су прво били мајордоми меровиншких краљева, прво у Аустразији а касније и у Неустрији и Бургундији. Године 687. Пипин Херсталски је узео титулу франачког војводе и принца (лат. dux et princeps Francorum), након што је освојио Неустрију у бици код Тертрија. Овај догађај историчари узимају као почетак Пипинове владавине. Између 715. и 716, Пипинови наследници су се борили око наслеђа.
- Пипин I (Аустразија: 623—629. и 639—640)
- Гримоалд I (Аустразија: 643—656; умро 662)
- Пипин II (Аустразија: 680—714, Неустрија и Бургундија: 687—695)
- Дрого (Бургундија: 695—708)
- Гримоалд II (Неустрија: 695—714, Бургундија: 708—714)
- Теудоалд (Аустразија, Неустрија и Бургундија: 714—716)
- Карло Мартел (Аустразија: 715—741, Неустрија и Бургундија: 718—741)
- Карломан (Аустразија: 741—747; умро 754. или 755)
- Пипин III (Неустрија и Бургундија: 741—751, Аустразија: 747—751)

Године 751, Пипин Мали је постао краљ Франака, а звање мајордома је укинуто. Каролинзи су заменили Мервинге на франачком престолу.

### Владари Франачке
- Пипин Мали (751—768)
- Карломан I (768—771)(Бургундија, Алеманија и јужна Аустразија)
- Карло Велики (768—814)(прво само Неустрија, Аквитанија и северна Аустразија), краљ Ломбарда (774), Цар (800).
  - Неустрија: Карло Млађи (790—811)
  - Италија:Пипин II од Италије (781—810); Бернар (810—817)
  - Аквитанија: Луј I Побожни (781—814)
- Луј I Побожни, Цар, Краљ Франака (814—840)
  - Италија: Лотар I (817—839)
  - Баварска: Лотар I (815—817); Лудвиг I Немачки (817—843)
  - Аквитанија: Пипин I Аквитански (817—838); Карло Ћелави (838–855), у опозицији Пипину II Аквитанском (838—851)

Луј Побожни (или Лудвиг Побожни) је много пута делио своје краљевство током своје владавине. Последњом поделом је учинио Карла Ћелавог наследником запада, укључујући и Аквитанију, а Лотара наследником истока, укључујући и Италију без Баварске, која је остављена Лудвигу Немачком. Међутим, после Лујеве смрти 840. године царство је запало у грађански рат који је трајао 3 године. Франачко краљевство је онда подељено Споразумом у Вердену 843. Лотару је дозвољено да задржи царску титулу свог краљевства у Италији. Карло је био потврђен као краљ у Западној Француској и Аквитанији где му се супротставио син Пипина I Аквитанског, Пипин II Аквитански, док је Лудвигу I Немачком припала цела Источна Француска осим Холандије и Рајнланда, Бургундије и Провансе, од чега је настала Средња Француска која је додељена Лотару.
Следећа табела не укључује све владаре свих области, нарочито оних која су била подкраљевства Западног, Средњег и Источног краљевства као на пример Италија, Прованса, Неустрија и Аквитанија.

### Три Франачке
Западна Франачка
(касније Краљевина Француска)
Средња Франачка
Источна Франачка
(касније Краљевина Немачка)
Имена означена звездицом (*) нису били Каролинзи него Капети, далеки рођаци династије.
- Карло II Ћелави (843—877), Краљ Италије и Цар (875)
  - Аквитанија: Карло Дете (855—866) против Пипин II (838—851); Луј II Муцавац (866—877)
  - Неустрија: Луј II Муцавац (856—877)
- Луј II Муцавац 877–879
- Луј III (879—882) заједно са:
- Карломан III (879—884)
- Карло II Дебели (884—888); Цар (881)
- Одо Париски* (888—898)
  - Аквитанија: Ранулф II Аквитански (888—889) (Рамнулфид, није Каролинг)
- Карло III Прости (898—922)
- Робер I Француски* (922—923)
- Рудолф Француски* (923—936)
- Луј IV Прекоморски (936—954)
- Лотар (954—986)
  - Аквитанија: Луј V Лењи (980—986)
- Луј V Лењи (986—987)

Након 987. године, породица Капета влада Француском. За наставак, погледати Француски краљеви
- Лотар I (840—855); Цар (840)
  - Италија: Луј II (839—875)

Након Лотарове смрти 855, његово краљевство је подељено између његових синова:
- Луј II (855—875), најстарији син, наследио је титулу Цара и краљевство Италију. За наставак, види Италијански краљеви.
- Лотар II (855—869) други син, наследио је франачке делове очевог краљевства, који су по њену названи Лотарингија (Лорена). За наставак, види Краљеви Лорене.
- Карло (855—863), најмлађи син, добио је Провансу. За наставак, види Краљеви Бургундије.

- Лудвиг I Немачки (843—876)
  - Баварска: Карломан Баварски, 864–880

Лудвиг је своје земље поделио тројици синова али су се до 882. све нашле под влашћу најмлађег сина Карла Дебелог 882:
- Карломан Баварски (876—880) добио Баварску. Краљ Италије (877)
- Лудвиг Млађи (876—882), добио Саксонију, Франконију и Тирингију и наследио Баварску од брата Карломана 879. године
- Карло Дебели (876—887) добио Алеманију и Рецију, наследио Италију од свог брата Карломана 879. и читаву Источну Франачку од брата Лудвига 882. Цар (881).

По свргавању Карла Дебелог, Источна Франачка је прешла његовом синовцу Арнулфу:
- Арнулф Карантанијски (887—899), краљ Италије и Цар (896)
  - Италија: Ратолд (896)
  - Лотарингија: Цвентиболд, (895—900)
- Лудвиг Дете (899—911)

Лудвиг Дете је био последњи владар Источне Франачке из династије Каролинга. Наследио га је франконски војвода Конрад а затим и Хајнрих I Птичар, саксонски војвода и оснивач Отонске (Саксонске) династије. За наставак погледајте листу монарха Немачке. 